# 单良鸿
单良鸿（1975年—），云南弥勒人，彝族，中华人民共和国政治人物、第十二届全国人民代表大会云南地区代表。
毕业于中央党校函授学院法律专业。加入中国共产党。2013年，担任全国人大代表。